# Amb totes les nostres forces
Amb totes les nostres forces (originalment en francès, De toutes nos forces) és una pel·lícula dramàtica francesa del 2013 dirigida per Nils Tavernier. A la història, en Julien vol participar en la prova de triatló coneguda com a Ironman, que se celebra cada any a Niça i que és considerada una de les més dures del món. Es va projectar a la secció Presentació Especial del Festival Internacional de Cinema de Toronto. S'ha doblat i subtitulat al català central; també s'ha doblat al valencià per a À Punt.

## Repartiment
- Jacques Gamblin com a Paul Amblard
- Alexandra Lamy com a Claire Amblard
- Fabien Héraud com a Julien Amblard
- Sophie de Furst com a Sophie Amblard, germana d'en Julien
- Pablo Pauly com a Yohan
- Christelle Cornil com a Isabelle
- Frédéric Épaud com el doctor Pascal